# North Ronaldsay
North Ronaldsay is een klein eiland van 6,9 km² en maakt deel uit van de Orkney-eilanden. Het eiland ligt ongeveer 60 kilometer ten noorden van de plaats Kirkwall op het Mainland. Er wonen ongeveer 70 mensen.
In 1832 werd op het eiland een 19 km lange en 1,5 meter hoge schapendijk aangelegd om schapen te houden. Het North Ronaldsay-schaap komt hiervandaan.